# La Comtesse noire (film, 1913)
Pour les articles homonymes, voir La Comtesse noire.
Pour plus de détails, voir Fiche technique et Distribution.
La Comtesse noire est un film muet français réalisé par René Leprince et Ferdinand Zecca, sorti en 1913 .

## Fiche technique
- Titre : La Comtesse noire
- Réalisation : René Leprince et Ferdinand Zecca
- Scénario : Edmond Bureau-Guéroult
- Photographie :
- Montage :
- Producteur :
- Société de production : Pathé Frères
- Société de distribution :  Pathé Frères
- Pays d'origine :  France
- Langue : film muet avec les intertitres en français
- Métrage : 870 mètres dont 730 en couleurs
- Format : Noir et blanc — 35 mm — 1,33:1 — Muet
- Genre : Comédie dramatique
- Durée : 29 minutes
- Dates de sortie :
  -  France : 20 juin 1913

## Distribution
- René Alexandre : le docteur Raymond Martyl, un jeune médecin qui effectue des recherches en bactériologie avec son maître, le professeur Monbel
- Gabriel Signoret : le professeur Monbel, chercheur en bactériologie, père de Gabrielle
- Gabrielle Robinne : Madame Reinher dite la "Comtesse noire", une croqueuse d'hommes qui a jeté son dévolu sur Raymond
- Jean Dax : le duc de Mora, l'une des victimes de la Comtesse noire
- Marie-Louise Roger : Germaine Monbel, la fille du professeur et fiancée de Raymond
- Maria Fromet : Lili, la fillette de la Comtesse noire
- Mado Minty : la danseuse de la "Fête persane"